# Guy Novès
Guy Novès (Toulouse, apodado Le gitan "El gitano" 5 de febrero de 1954) es un exjugador y entrenador francés de rugby que se desempeñaba como wing. Fue entrenador del Stade Toulousain de 1988 a 2015. El 29 de mayo de 2015 la FFR lo anunció como nuevo entrenador de Francia y asumirá su puesto despuès de la Mundial de Inglaterra 2015.
Fue jugador del Stade Toulousain hasta su retiro en 1988. Ese mismo año fue nombrado entrenador y se mantuvo en el cargo hasta terminada la temoporada 2014/15 del Top 14. Con el de entrenador, el Stade Toulousain consiguió diez títulos de Top 14, cuatro de forma consecutiva (1993/94 — 1996/97) y cuatro Copa de Campeones, siendo el entrenador francés con más títulos.
En 2005, recibe el trofeo del Tankard de la prensa británica especializada (reunida en el seno del Rugby Union Writers Club desde 1961) del mejor entrenador europeo y para el año 2006, es nombrado Caballero de la Legión de Honor. En 2010, para los quince años de la ERC, se ve otorgar el premio del mejor entrenador europeo de los quince últimos años por la ERC.
En agosto de 2011, rechaza la proposición de ser seleccionador de Francia. Muy unido al club de su corazón y concentrado en los proyectos en curso cuyos frutos desea ver, elige quedarse como mánager general del Stade Toulousain. Pero cuatro años más tarde, en mayo de 2015, acepta dirigir a "Les Bleus" de diciembre de 2015 hasta acabada la Copa Mundial de Japón 2019, sucediendo así à Philippe Saint-André despuès de la Copa del mundo.Pero a finales de 2017 es despedido del cargo obteniendo el dudoso honor de ser el primer selecionador francés relegado del cargo

## Biografía
Nacido en 1954, Guy Novès pratica primero el atletismo. Es el poseedor del récord de Francia cadete de 1200 metros, antes de pasar al rugby a los 20 años. Pasa toda su carrera en el club Stade toulousain.
Hijo de un obrero, nieto de chifonier, republicano español refugiado, asume sus ideas de derecha. 

Estoy a favor de reconocer a quienes trabajan. No tenía nada; recogía cartones para ganar dinero. Mi esposa es anestesista,hizo once años de estudios, sacrificó su juventud. Durante ese tiempo, algunas se divertían, fumaban porros. Las Navidades de este año las pasó sin dormir, en el quirófano. Quiero decir que hoy, me parece que la derecha pone más en valor la importancia del trabajo.

En la vida privada, guarda su jardín secreto. Padre de dos hijas [Valérie et Julie] y de un hijo [Vincent Terrail-Noves, alcalde de Balma et consejero regional de Midi-Pyrénées], vuelve a sus raíces en Leucate, lugar de sus vacaciones de niño al cual está ligado de manera inherente. Antiguo practicante de atletismo, continuó el deporte en el fin de su carrera, guardando un físico de deportivo.
Desde el 2 de enero de 2011, es también abuelo de una pequeña Éloïse. La información fue difundida ampliamente cuando hizo salir del campo a su yerno Vincent Clerc de un Toulouse-Castres. Esta salida sin razón aparente, ni herida, ni malo rendimiento, fue dada en el fin del partido : su esposa acababa de entrar en sala de parto. Guy Novès lo explica en esas palabras : 

En la vida, ciertas cosas son tan más importantes que un partido de rugbi. Allá, era Vincent, pero si la situación se hubiera presentado con otro jugador, hubiera actuado de la misma manera. Es un hecho de la vida. Son cosas sencillas

.

## Carrera de jugador
Guy Novès llevó durante trece temporadas el maillot de la ciudad rosa entre 1975 y 1988. Conquista dos títulos de campeón de Francia de rugby en 1985 y 1986. Completa su palmarés con un "challenge Yves du Manoir" en 1988.
ala izquierdo, cumple la segunda mitad de su carrera bajo de la autoridad del dúo de entrenadores Pierre Villepreux-Jean-Claude Skrela. Adeptos de un juego de movimiento, inculcan un estilo al club, hecho de conquistas y de juego de pases; este juego, Guy Novès va a aprenderlo, a apreciarlo y integrarlo en sus principios.

### Selección nacional
- 7 selecciones en Selección de rugby de Francia, desde 1977 (después del gran eslam del Torneo de las cinco naciones de 1977) hasta 1979
- 0 punto
- Selecciones por año : 3 en 1977 (Nueva-Zelanda 2 veces, Rumania), 2 en 1978 (Gales, Rumania),  2 en 1979 (Irlanda, Gales)
- Torneos de las cinco naciones jugados : 1978 (Gales) y 1979 (Irlanda, Gales).

## Carrera como entrenador

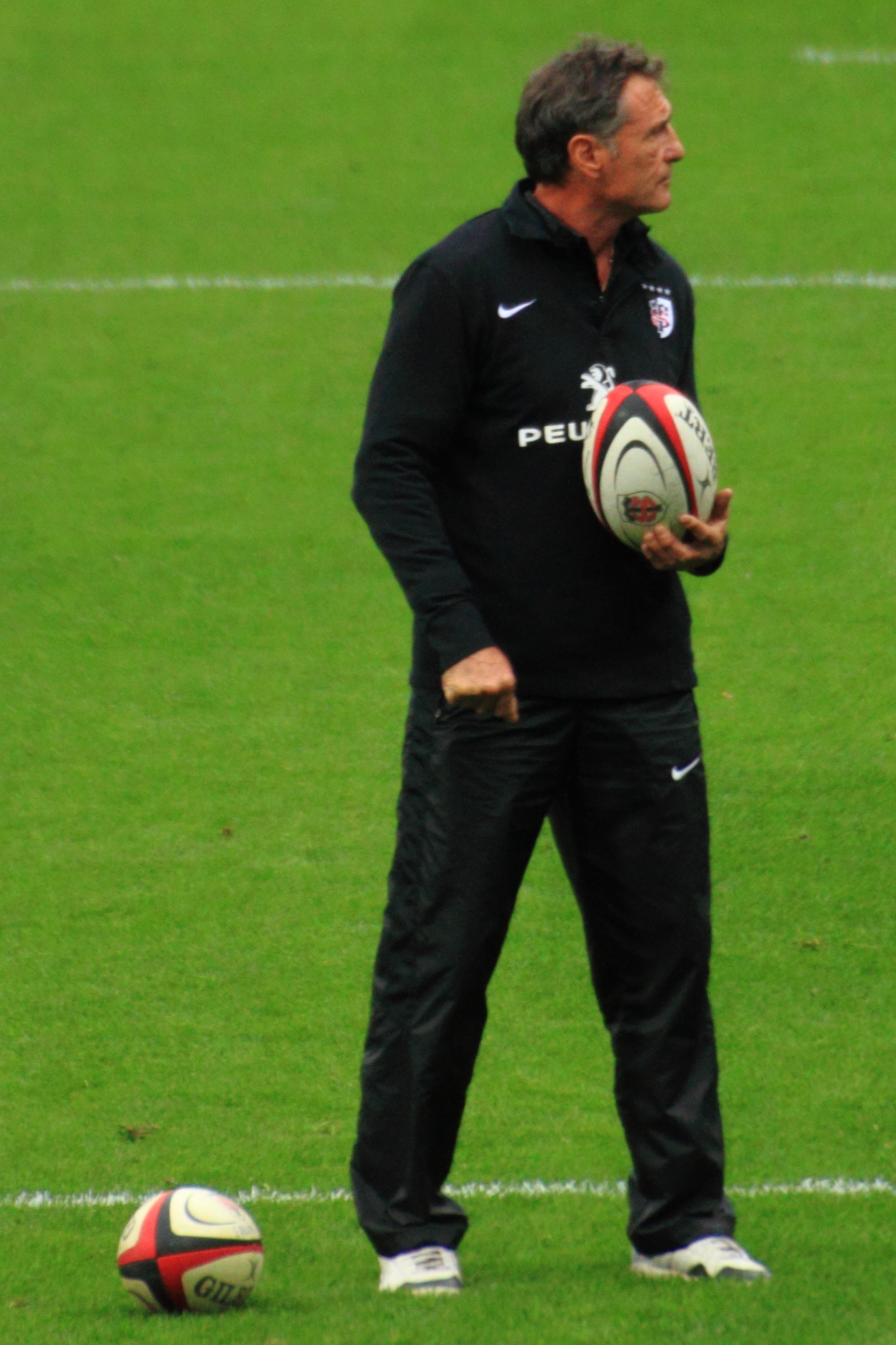
Guy Novès, durante el calentamiento antes del encuentro de Top 14 Stade Toulousain contra USAPerpignan, 5 de noviembre de 2011

El estilo de juego, iniciado por sus predecesores, vuelve a ser elegido por Guy Novès. Va a dar a Toulouse el palmarés más grande del rugbi francés en 2010. 
Su carrera de entrenador se inicia en 1989. En unos años, da la impresión de una continuidad en el cambio.
Es profe de gimnasia durante más de veinte años en colegio de Pibrac (ganando seis títulos de campeón de Francia escolares con el equipo de la escuela). Por cierto tuvo como alumnos David Skrela y Grégory Morales, quien jugaron bajo de sus órdenes en el Stade Toulousain.
Cuando tomó funciones, empieza al mismo tiempo que su presidente, Jean-René Bouscatel. Enfrentado a jugadores que frecuentaba en el campo algunos meses antes en una revuelta, ciertos jugadores intentan aprovecharse de su inexperiencia, e intentan llevar a cabo una autogestión colectiva del equipo. Él deja pasar un poco de tiempo, antes de recibir el apoyo de su presidente. Según sus palabras: 

Dejé hacer y esperé que pasara. El club era frágil, el presidente Jean-René Bouscatel acababa de llegar y había fallos a explotar. Ciertos jugadores quisieron aprovecharse de eso.

Guy Novès es llamado de nuevo una noche de 1993 por Jean-René Bouscatel para llegar a ser de nuevo entrenador. En 1994, Serge Laïrle se une a él como coentrenador. Durante cuatro años, su colaboración es por lo menos eficaz con cuatro títulos de campeón de Francia, el "challenge Yves du Manoir" en 1995 y la primera Copa de Europa de rugbi en 1996. La partida de Serge Laïrle va a conllevar progresivamente una mayor influencia de Guy Novès sobre el club. El fin de carrera de Albert Cigagna dejaba entrever a los animadores la entrada del capitán emblemático en el personal técnico; no ocurrirá y el entrenador dirige solo su barca, al timón de una generación de jugadores de excepción. Su omnipotencia va a hacer dejar el club a algunos de los jugadores emblemáticos con quien Novès no deseaba compartir el estrellato; Christian Califano se va a Nueva-Zelanda, Christophe Deylaud al "Sporting Union Agen Lot-et-Garonne", Stéphane Ougier deja su carrera. Se murmura que la eminencia gris de Jean-René Bouscatel tomó la dirección deportiva del club, sin gana de compartirla.
En 2001, deja su puesto de profesor de gimnasia para dedicarse enteramente a su puesto de entrenador. Se rodea de un equipo de una decena de personas y coge como asistente a Yannick Bru y Philippe Rougé-Thomas. Estos antiguos talonador y apertura dirigen respectivamente las líneas de delante y atrás. Guy Novès elige a hombres del club; formados por él, están perfectamente rodados a las exigencias del maestro de juego y su complementariedad da resultados evidentes. Rougé-Thomas dice de él: 

Es como un gran hermano. Soy un privilegiado de encontrarme a su lado. Tenemos una confianza mutua. Cuando no estoy bien, sabe reprenderme. Honrado, derecho y exigente, en cuanto al juego practicado y a los resultados, es un gran competidor que no planta nada.

 A partir de la temporada 2010-2011, Guy Novès coge como asistente al antiguo medio Jean-Baptiste Élissalde para entrenar las líneas de atrás.
Hombre de campo, asiste a los partidos de su club en la línea de banda, dejando a uno de sus asistentes el papel de observar desde el alto de las tribunas el movimiento en conjunto. Muchas veces en cuclillas, lo más próximo posible de la línea de banda, no deja a nadie el cuidado de dar las últimas consignas al jugador que tiene que entrar durante el encuentro. Entrenador que hizo pasar al Stade Toulousain al rumbo del profesionalismo, Guy Novès asimiló perfectamente la práctica para entrenar que domina muy bien. En 2015 se hace cargo del combinado nacional francés cosechando una mala trayectoria de 13 derrotas, 1 empate y tan solo 7 victorias que hace que a finales de 2017 sea relevado del puesto de seleccionador nacional

## Un personaje controvertido
Personaje emblemático de su club, Guy Novès es un mánager omnipresente. En el entrenamiento, en el banco o delante de los micros, ocupa la escena, más mediatizado que su presidente, Jean-René Bouscatel. Adulado u odiado, el maestro de jugar del XV rojo y negro no deja indiferente.
Fabien Pelous, capitán de los años 2000, dice de él que es un ganador : Referencia vacía (ayuda). Lo sabe también líder : 

Sabe leer en los hombres como en un libro. Su capacidad de averiguar los caracteres a fin de explotar lo mejor de cada individuo no tiene equivalente. Todos los jugadores quienes pasaron por el Stade Toulousain tienen respeto para este hombre. Desde hace once años que estoy en este club, sé lo que va a decir o acerca de que punto va a insistir, pero sin embargo, aún consigue precisamente su objetivo.

Hombre muy rigoroso con él mismo, tiene una vida sana y practica mucho deporte. Su rigor personal, lo exige de todos sus colaboradores y jugadores. Un poco paternalista, no critica nunca sus hombres en público; cuando los jugadores lo necesitan, los defiende delante de la prensa o contra los "ritmos infernales" impuestos por el calendario. Líder de todo el club, con él, los jugadores sólo hablan de rugbi. Cuando una ocasión de hablar de otra cosa que de rugbi se presenta, es el mánager quien habla. A veces adepto de los eufemismos y muchas veces de la intoxicación antes de los encuentros, da la imagen de un hombre estricto. Cuando los jugadores celebran las victorias, se borra, dejando a sus hombres mostrar su alegría.

Novès tiene mucho miedo que se le robe su trozo de carne. Quiere el éxito del club, pero bajo de su autoridad.
Karl Janik

## Palmarés

### Carrera profesional
- Campeón del Top 14 de 1984/85 y 1985/86.
- Campeón de la Copa de Francia de 1987/88.

### Entrenador
- Copa de Europa de rugbi (4) : 1996, 2003, 2005 y 2010 (finalista en 2004 y 2008) (tiene 125 partidos europeos en el fin de la temporada 2011-2012, récord de la competición)
- Campeonato de Francia de rugbi (9) : 1989, 1994, 1995, 1996, 1997, 1999, 2001, 2008, 2011  (finalista en 2003 y 2006)
- Challenge Yves du Manoir (1) : 1995
- Copa de Francia (1) : 1998
- Trofeo de los campeones (1) : 2001
- Trophée de Coubertin (1) : 2012

A finales de la temporada 2009/2010, había entrenado 648 veces a los rojos y negros en encuentro oficial (457 victorias,17 empates,174 derrotas)
- 468 encuentros de Campeonato de Francia (337 victorias, 11 empates, 120 derrotas)
- 110 encuentros de Copa de Europa (78 victorias, 4 empates, 28 derrotas)
- 37 encuentros de Challenge Yves du Manoir (22 victorias, 1 emapate, 14 derrotas)
- 13 encuentros de Copa de Francia (7 victorias, 1 empate, 5 derrotas)
- 12 encuentros de Copa de la Liga (9 victorias, 3 derrotas)
- 7 encuentros del Challenge Sud Radio (3 victorias, 4 derrotas)
- 1 encuentro del trofeo de los campeones (1 victoria)

## Publicaciones
- Le Rugby, Paris, Milan Jeunesse, 2007 ;

## Varios
En 2011, hace una aparición en Le Fils à Jo, realizado por Philippe Guillard. Durante la escena de la banquete de bodas celebrado en un campo de rugbi, Guy Novès brinda por la esposa de Jo Cannavaro, el personaje interpretado por Gérard Lanvin.